# Trofeo Matteotti 1984
Il Trofeo Matteotti 1984, trentanovesima edizione della corsa, si svolse il 29 luglio 1984 su un percorso di 216 km. La vittoria fu appannaggio dell'australiano Michael Wilson, che completò il percorso in 5h44'16", precedendo gli italiani Daniele Ferrari e Stefano Giuliani.

## Ordine d'arrivo (Top 10)
| Pos. | Corridore           | Squadra                       | Tempo    |
| ---- | ------------------- | ----------------------------- | -------- |
| 1    | Michael Wilson      | Alfa Lum                      | 5h44'16" |
| 2    | Daniele Ferrari     | Dromedario-Alan-Oece-Sidermec | a 0'19"  |
| 3    | Stefano Giuliani    | Gis-Gelati                    | s.t.     |
| 4    | Sergio Santimaria   | Del Tongo-Colnago             | s.t.     |
| 5    | Claudio Corti       | Sammontana                    | s.t.     |
| 6    | Mario Bonzi         | Murella                       | s.t.     |
| 7    | Guido Van Calster   | Del Tongo-Colnago             | a 0'37"  |
| 8    | Moreno Argentin     | Sammontana                    | s.t.     |
| 9    | Palmiro Masciarelli | Gis-Gelati                    | s.t.     |
| 10   | Bruno Leali         | Carrera-Inoxpran              | s.t.     |